# 11900 Spinoy
11900 Spinoy eller 1991 LV2 är en asteroid i huvudbältet som upptäcktes den 6 juni 1991 av den belgiske astronomen Eric W. Elst vid La Silla-observatoriet. Den är uppkallad efter Constant Spinoy.
Asteroiden har en diameter på ungefär 3 kilometer och den tillhör asteroidgruppen Nysa.